# Robert Resnick
Robert Resnick (Baltimore, 11 de janeiro de 1923 — Pittsburgh, 29 de janeiro de 2014) foi um físico estadunidense.